# Herminio Giménez
Herminio Giménez (General Caballero, 20 de febrero de 1905 – Asunción, 6 de junio de 1991) fue un célebre compositor y director de orquesta paraguayo.

## Biografía
Formó parte de la Orquesta del Dr. Atilio Valentino, que fue el primer grupo en grabar un álbum completamente dedicado a la música paraguaya en 1927, contratado para el efecto por la tienda de música Viladesau de Asunción. 
Durante la Guerra del Chaco fue asignado como director de la banda militar y una vez que la guerra había acabado recibió varias condecoraciones por parte del gobierno. En la revolución de 1936 se exilia por primera vez en la ciudad de Corrientes radicándose luego en Buenos Aires donde forma su “Típica de tango” integrada (entre otros) por Orlando Goñi, Alfredo Gobbi y Aníbal Troilo. Cuando la dictadura de Alfredo Stroessner empezó, Giménez se vio obligado al exilio en Argentina, siendo la ciudad de Corrientes el lugar donde más tiempo pasó.
En las décadas del 30 y 40 dirige orquestas en las principales ciudades de América, como Buenos Aires, Río de Janeiro (Brasil) y Nueva York (EE. UU.). En la década del 50 y principios del 60 reparte sus presentaciones más recordadas, obras como “Che trompo arasá”, “Lejanía”, “Cerro Corá“, “Canción del arpa dormida” y “Alto Paraná” (con letra de Marilí Morales Segovia) y principalmente “Malvita”, obra recreada por destacados artistas de nuestro género como Ernesto Montiel, Rubén Miño, Damasio Esquivel, Blas Martínez Riera, entre otros.
A principios de los 70 Herminio Giménez se radica nuevamente en Corrientes, ciudad a la que consideraba su segundo hogar y se convierte rápidamente en un prolífico actor cultural, principalmente por su destacada tarea al frente de la Orquesta Folklórica de la Provincia de Corrientes, cuya fundación se debe en gran parte al maestro paraguayo.
Con esta orquesta integrada por destacados intérpretes como Roberto Giménez Blanco, Oscar “Cacho“ Espíndola, Eugenio Balbastro, Teresa Parodi y Blas Benjamín de la Vega (por nombrar algunos), grabó para el sello “Azur” en el año 1973, el disco “Corrientes y su música en nueva dimensión”.
En el año 1975 pese a su condición de exiliado político, por intermediación del obispo de Asunción, Monseñor Ismael Rolón, presentó en aquella ciudad su “Misa Folklórica Paraguaya”, acompañado de la “Orquesta Folklórica de Corrientes”.(Fundación Memoria de Chamamé)
Luego de que Stroessner fuera derrocado en 1989, Giménez pudo volver a su patria donde finalmente falleció en 1991.

## Obras
Las composiciones de Giménez fueron muy variadas e incluyeron diferentes géneros como guarania, polka paraguaya, danza paraguaya, vals, entre otros. Algunas de sus obras más importantes son: Lejanía, Al Papa Wojtyla, Cerro Corá, Fortín Toledo, Cerro Porteño, Añorando a Matto Grosso, Ruperto Bravo, Feliz Cuarto Centenario, Corrientes, Sapukái en las Malvinas, Corasô rasy, Panchita Garmendia, Ha che tren, Che valle Pirajumi, Campesina Paraguaya, Mi oración azul, Canción de Esperanza, Canción del Arpa dormida, Che Novia Kue Mí, Tupasy Caacupe, Che Trompo Arasa, Entre Do Roimé, Jeroky Popo, El canto de mi selva, Renacerá el Paraguay, Alto Paraná, Nery, El Rabelero, Añoro Mi Pueblo, entre otras.
Dirigió la música de los filmes Codicia (1955) y La sangre y la semilla (1959), coproducciones de Argentina y Paraguay como Alto Paraná (1958), "Yo quiero vivir contigo" (1960), La potranca (1960) y ¿De quiénes son las mujeres? (1972).